# Burg Slanec
Die Burg Slanec (slowakisch Slanecký hrad oder Slanský hrad, ungarisch Nagyszalánc) ist eine Burgruine aus dem 13. Jahrhundert in der Ostslowakei nahe der Grenze zu Ungarn oberhalb der Gemeinde Slanec.

## Geschichte
Laut einer Liste aus dem Jahre 1270 existierte die Burg zu dieser Zeit noch nicht. Es wird vermutet, dass König Béla IV. nach dem Tatarensturm 1241 lediglich den Bau einer Befestigung erlaubte. Das erste schriftliche Zeugnis stammt aus dem Jahre 1281 als Ladislaus IV. gegen Fintov oder Finta, den königlichen Palatin aus dem Hause Abo, kämpfte. Dieser ließ die Burg aus Stein aufbauen, setzte sich über die wirtschaftlichen Reformen hinweg und wollte sogar den König beseitigen lassen. Schließlich setzte sich Ladislav durch. Fintov oder Finta floh und verlor seinen Status als Palatin.
Ein Dokument von 1303 belegt, dass die Familie Slanec in die zwei Zweige Peter und Michael aufgeteilt war. Michael erbte und die Burg ging an das Haus Abo. Nach dem Aussterben der Herrscherdynastie der Árpáden ging die Krone an das Haus Anjou. Karl Robert von Anjou (auch Karl I.) konnte sich kaum gegen die ungarische Oligarchie durchsetzen, die weitgehend unabhängig agierte und zu denen auch die Herren von Slanec gehörten. Nach der Rückkehr des Palatins Omodeja nach Kaschau 1311 stellten sie sich an die Seite von Matthäus Csák aus Trentschin. Nach einer Schlacht von Rozhanovce mit Karl I. ging diese an den König, dieser übergab es an Wilhelm Drugeth, der aus einer aus Neapel stammenden Familie kam. Nach der Krönung von Ludwig I. lebte Wilhelm in Abgeschiedenheit und starb 1346. Sein Bruder Nikolaus I. Drugeth erbte die Burg, spätere Eigentümer waren sein Sohn Johann III. und sein Enkel Nikolaus III. Danach war dessen Tochter Anna Eigentümerin von Slanec und nach deren Ableben deren Enkelin Anna, die mit dem Wojwoden Ladislaus Lossonczy verheiratet war. Dadurch kam Slanec in den Besitz der altmadjarischen Adelsfamilie Tomaj. 1387 gehörte Slanec zum Komitat Semplin.
1437–1439 herrschte König Albrecht, der zur gleichen Zeit starb wie sein Sohn Ladislaus Postumus, mit dem Beinamen „der Nachgeborene“, geboren wurde. Seine Mutter Elisabeth führte die Regentschaft. Um sich zu behaupten, bekam Ladislaus Hilfe von Johann Giskra von Brandeis, der gefürchtet war wegen seiner Aktionen während der Hussitenkriege. Gegner war Fürst Władysław aus dem Hause der Jagiellonen.
1440 besetzte Johann Giskra Slanec, weil dessen Herren, die Familie Lossonczy Anhänger von Władysław dem Jagiellonen waren, dabei wurde die Burg Slanec fast völlig zerstört. 1448 überzeugte Johann Hunyadi König Sigismund das Anwesen zurückzugeben, dieser übergab Ladislaus Lossonczy ihm unter der Bedingung der Gefolgschaft. Es ist jedoch nicht bekannt, ob die Burg gleich von Ladislaus oder erst von seinem Sohn Sigismund wiederaufgebaut wurde.
Nach Aussterben der Lossonczys gab 1601 König Rudolf die Burg in die Hand von Sigismund Forgács. Danach besetzte Fürst Stephan Bocskai Slanec und fast ganz Oberungarn. 1606 gewann Forgács die Burg Slanec wieder zurück und wurde im gleichen Jahr Reichsrichter und 1618 Palatin. Er starb 1621 in Tyrnau. Es folgten als Burgherren die Söhne Adam und Sigmund. 1643 wurde Adam Oberhaupt des Kapitanats von Kaschau. Fast kampflos übernahm Georg I. Rákóczi, der Führer der antihabsburgischen Kräfte, Kaschau. Adam floh nach Wien zu Ferdinand III. um ihn über die Stärke Rákóczis zu informieren. Adam fiel in der Schlacht gegen Rákóczi, dabei wurde auch die Burg fast völlig zerstört.
1679 wollten die Kuruzen Slanec zerstören, die Schlosswache zündete das Anwesen an, damit es nicht in die Hände der Kuruzen fiel. Es fiel, wie auch die Burg Turňa, in die Hände des Kuruzengenerals Jakob Lestie. Die Ruinen wurden auch noch 1703 von einem weiteren Kuruzenführer – Franz II. Rákóczi – gehalten. Nachdem dieser 1711 ins türkische Exil geht, endet die bewegte Geschichte der nun nurmehr als Ruine existierenden Burg.